# Emily Appleton
Emily Appleton (* 1. September 1999 in Chertsey) ist eine britische Tennisspielerin.

## Karriere
Appleton spielt hauptsächlich auf Turnieren des ITF Women’s Circuit, bei denen sie bislang vier Titel im Einzel und mit wechselnden Partnerinnen 20 Titel im Doppel gewinnen konnte.
Ihr erstes Turnier auf der WTA Tour spielte sie bei den AEGON Classic Birmingham, als sie eine Wildcard für die Qualifikation erhielt. Sie scheiterte aber bereits in der ersten Runde an Camila Giorgi mit 5:7 und 4:6.
Anfang November 2024 gewann sie zusammen mit ihrer Doppelpartnerin Maia Lumsden in Midland ihren ersten Titel im Rahmen der WTA Challenger Series.

## Turniersiege

### Einzel
| Nr. | Datum            | Turnier        | Kategorie   | Belag             | Finalgegnerin      | Ergebnis      |
| --- | ---------------- | -------------- | ----------- | ----------------- | ------------------ | ------------- |
| 1.  | 5. August 2018   | Dublin         | ITF $15.000 | Teppich           | Sasha Hill         | 6:4, 6:3      |
| 2.  | 19. August 2018  | Gimcheon       | ITF $15.000 | Hartplatz         | Ahn Ju-jin         | 6:4, 3:6, 6:2 |
| 3.  | 29. Oktober 2022 | Loughborough   | ITF W25     | Hartplatz (Halle) | Nigina Abduraimova | 6:4, 6:4      |
| 4.  | 9. März 2025     | Trois-Rivières | ITF W15     | Hartplatz (Halle) | Malaika Rapolu     | 6:3, 3:6, 6:3 |

### Doppel
| Nr. | Datum              | Turnier              | Kategorie      | Belag             | Partnerin                      | Finalgegnerinnen                             | Ergebnis         |
| --- | ------------------ | -------------------- | -------------- | ----------------- | ------------------------------ | -------------------------------------------- | ---------------- |
| 1.  | 15. September 2017 | Buenos Aires         | ITF $15.000    | Sand              | María Lourdes Carlé            | Julieta Lara Estable Melina Ferrero          | 6:3, 6:1         |
| 2.  | 8. Oktober 2017    | Hilton Head Island   | ITF $15.000    | Sand              | Catherine McNally              | Kylie Collins Meg Kowalski                   | 7:5, 6:3         |
| 3.  | 3. November 2017   | Pereira              | ITF $15.000    | Sand              | María Fernanda Herazo Gonzales | Kerrie Cartwright Kariann Pierre-Louis       | 7:5, 2:6, [10:7] |
| 4.  | 11. November 2017  | Cúcuta               | ITF $15.000    | Sand              | María José Portillo Ramírez    | Sofía Múnera Sánchez Noelia Zeballos         | 6:3, 7:62        |
| 5.  | 20. Januar 2018    | Petit-Bourg          | ITF $15.000    | Hartplatz         | Catherine McNally              | Shelby Talcott Amy Zhu                       | 6:3, 6:0         |
| 6.  | 23. Februar 2018   | Solarino             | ITF $15.000    | Teppich           | Quinn Gleason                  | Mathilde Armitano Maria Masini               | 3:6, 7:5, [10:8] |
| 7.  | 13. Mai 2018       | Tacarigua            | ITF $15.000    | Hartplatz         | María José Portillo Ramírez    | Kerrie Cartwright Kariann Pierre-Louis       | 6:4, 6:3         |
| 8.  | 7. Juli 2018       | Den Haag             | ITF $15.000    | Sand              | Ida Jarlskog                   | Dasha Ivanova Julyette Maria Josephine Steur | 6:4, 6:0         |
| 9.  | 16. März 2019      | Cancun               | ITF $15.000    | Hartplatz         | María José Portillo Ramírez    | Dasha Ivanova Alexandra Perper               | 7:64, 6:4        |
| 10. | 14. Mai 2021       | Jerusalem            | ITF W15        | Hartplatz         | Alicia Barnett                 | Jenny Duerst Nina Stadler                    | 6:4, 2:6, [11:9] |
| 11. | 16. Oktober 2021   | Florence             | ITF W25        | Hartplatz         | Yuriko Miyazaki                | Robin Anderson Elysia Bolton                 | 6:3, 1:6, [10:8] |
| 12. | 5. März 2022       | Joué-lès-Tours       | ITF W25        | Hartplatz         | Ali Collins                    | Mona Barthel Yanina Wickmayer                | 2:6, 6:4, [10:6] |
| 13. | 15. April 2023     | Chiasso              | ITF W60        | Sand              | Julia Lohoff                   | Andreea Mitu Nadia Podoroska                 | 6:1 6:2          |
| 14. | 29. April 2023     | Nottingham           | ITF W25        | Hartplatz         | Lauryn John-Baptiste           | Rutuja Bhosale Arianne Hartono               | 6:4, 6:3         |
| 15. | 26. Mai 2023       | Grado                | ITF W60        | Sand              | Julia Lohoff                   | Sofja Lansere Anna Sisková                   | 3:6, 6:4,[11:9]  |
| 16. | 8. September 2023  | Saint-Palais-sur-Mer | ITF W40        | Sand              | Walerija Strachowa             | Victoria Muntean Vasanti Shinde              | 6:1, 6:2         |
| 17. | 10. Februar 2024   | Grenoble             | ITF W75        | Hartplatz (Halle) | Freya Christie                 | Sarah Beth Grey Eden Silva                   | 3:6, 6:1, [11:9] |
| 18. | 20. April 2024     | Chiasso              | ITF W75        | Sand              | Lena Papadakis                 | Despina Papamichail Simona Waltert           | 4:6, 6:4, [10:6] |
| 19. | 27. April 2024     | Charlottesville      | ITF W75        | Sand              | Quinn Gleason                  | Marija Kononowa Marija Kosyrewa              | 7:65, 6:1        |
| 20. | 7. September 2024  | Wien                 | ITF W75        | Sand              | Estelle Cascino                | Maryna Kolb Nadija Kolb                      | 6:4, 7:61        |
| 21. | 9. November 2024   | Midland              | WTA Challenger | Hartplatz (Halle) | Maia Lumsden                   | Ariana Arseneault Mia Kupres                 | 6:2, 4:6, [10:5] |

## Weltranglistenpositionen am Saisonende
| Jahr   | 2016 | 2017 | 2018 | 2019 | 2020 | 2021 | 2022 | 2023 | 2024 |
| ------ | ---- | ---- | ---- | ---- | ---- | ---- | ---- | ---- | ---- |
| Einzel | 721  | 841  | 509  | 627  | 682  | 840  | 518  | 455  | 384  |
| Doppel | 609  | 686  | 440  | 345  | 390  | 372  | 192  | 135  | 94   |